# Läbara
Koordinaten: 57° 57′ N, 22° 6′ O
Läbara (deutsch Lebber) ist ein Dorf (estnisch küla) auf der größten estnischen Insel Saaremaa. Es gehört zur Landgemeinde Saaremaa (bis 2017: Landgemeinde Torgu) im Kreis Saare.

## Einwohnerschaft
Der Ort an der Ostküste der Halbinsel Sõrve hat acht Einwohner (Stand 31. Dezember 2011).